# Paršovice
Paršovice är en ort i Tjeckien.   Den ligger i regionen Olomouc, i den östra delen av landet, 250 km öster om huvudstaden Prag. Paršovice ligger 317 meter över havet och antalet invånare är 359.
Terrängen runt Paršovice är platt åt sydost, men åt nordväst är den kuperad. Runt Paršovice är det ganska tätbefolkat, med 86 invånare per kvadratkilometer. Närmaste större samhälle är Hranice, 5,5 km norr om Paršovice. Trakten runt Paršovice består till största delen av jordbruksmark.